# Bine Rogelj
Albin »Bine« Rogelj, slovenski smučarski skakalec, karikaturist in slikar * 20. februar 1929, Ljubljana, † 3. februar 2023, Ljubljana.

## Smučarski skoki
Rogelj je za Jugoslavijo nastopil na Zimskih olimpijskih igrah 1956 v Cortini d'Ampezzo, kjer je osvojil 23. mesto na srednji skakalnici. Nastopil je na turneji štirih skakalnic 1953/94, kjer je zasedel skupno deseto mesto, najboljšo uvrstitev je dosegel 31. decembra 1953, ko je bil na tekmi v Oberstdorfu peti.

## Umetnost
Študiral je na šoli za oblikovanje, kjer je začel z risanjem za šolski stenski časopis. Diplomiral je leta 1955 na Akademiji za likovno umetnost. Po nasvetu profesorja Marija Preglja je na slovenski tednik Pavliha poslal svoje izdelke, kjer je bil potem tudi zaposlen od leta 1953 do leta 1990. Bil je eden vidnejših predstavnikov svoje generacije. V svojih letih delovanja je ustvaril mnogo kvalitetnih karikatur in vplival na razvoj karikature in njeno sedanjo podobo na Slovenskem.
Bine Rogelj je za marsikatero karikaturo naredil vrsto poskusov, kajti risal jih je neposredno s tušem, ne da bi naredil predlogo s svinčnikom. Po naročilu je karikature risal le redkokdaj, raje je ideje razvijal sam. Vse življenje je živel v visokem ustvarjalnem ritmu in v svoja dela vnesel veliko idej. Skozi njegov humor in skozi tisoče risb je nastala njegova prepoznavna oblika karikature.